# Светлан Кичиков
Светлан Иванов Кичиков е български офицер, полицай, главен комисар от МВР.

## Биография
Роден е на 29 август 1967 г. в Бургас. През 1990 г. завършва Висшето военноморско училище във Варна със специално „Корабоводене за военно-морския флот“. Първоначално е помощни-командир на кораб от военноморските сили. От 1 септември 1992 г. е командир на кораб на гранична полиция. В периода 4 юни 2004 – 12 март 2012 г. е заместник-началник на база „Гранични полицейски кораби“ към РДГП-Бургас. От 12 март 2012 г. е началник на базата до 30 март 2015 г., когато е назначен за началник на База Гранични полицейски кораби-Созопол. От 31 август 2016 г. е назначен за директор на Главна дирекция „Гранична полиция“. Остава на поста до 2 юни 2021 г.